# Tetraloniella nursei
Tetraloniella nursei är en biart som beskrevs av Cockerell 1922. Tetraloniella nursei ingår i släktet Tetraloniella och familjen långtungebin. Inga underarter finns listade i Catalogue of Life.